# Grian Chatten
Grian Alexander Chatten ( /ˈ ɡ r iː æ n / ; né le 19 juillet 1995) est un musicien irlandais, surtout connu comme le chanteur et parolier du groupe post-punk Fontaines DC. Il est également un artiste solo reconnu.
Grian Chatten est né le 19 juillet 1995 à Barrow-in-Furness, en Angleterre, d'une mère anglaise et d'un père irlandais, qui ont déménagé en Irlande lorsqu'il avait un mois. La famille a mené une vie nomade avant de s'installer à Skerries,dans le comté de Dublin, lorsqu'il avait douze ans. À la fin de son adolescence, Chatten a déménagé à The Liberties à Dublin et a fréquenté le British and Irish Modern Music Institute, où il a rencontré les guitaristes Conor Curley et Carlos O'Connell, le bassiste Conor Deegan et le batteur Tom Coll. Ils partagent une passion pour la musique mais aussi un intérêt commun pour la poésie et publient ensemble trois livrets. Après avoir obtenu leur diplôme, ils ont formé le groupe Fontaines DC en 2017.

## Carrière
Fontaines DC a sorti son premier album Dogrel sur Partisan Records en 2019, acclamé par la critique, catapultant le groupe vers un public international. Chatten a été comparé aux chanteurs post-punk Ian Curtis et Mark E. Smith pour son intensité et ses paroles. Le groupe a rapidement enchaîné avec A Hero's Death en 2020, un autre succès auprès des critiques et les « paroles imprégnées de poésie » de Chatten ont de nouveau reçu des applaudissements. Troisième album en quatre ans, Skinty Fia fut le premier du groupe à ne pas recevoir de nomination au Mercury Prize, même s'il fut à nouveau bien accueilli par la critique,.
Chatten a lancé sa carrière solo avec la sortie du single « The Score » le 25 avril 2023. Le 4 mai 2023, il sort son deuxième single « Fairlies ». Le 30 juin 2023, Chatten a sorti son album solo Chaos for the Fly sur le label Partisan Records. L'Irish Times l'a qualifié de « balle courbe qui vaut la peine d'être attrapée », attribuant au record quatre départs sur cinq. Le Standard l'a déclaré « court mais doux, sombre mais beau » et lui a attribué quatre étoiles.
Chatten a de nouveau reçu des éloges pour sa voix et ses paroles sur le quatrième album studio de Fontaines DC, Romance . The Line of Best Fit a déclaré : « La voix de Chatten trouve de nouvelles facettes. Tombant tout au long dans des murmures dramatiques, des fioritures haletantes, des flows hip-hop et des sommets confiants – la vie rigoureuse en tournée porte ses fruits. ».
Chatten vit à Kentish Town, à Londres, avec sa fiancée, bien qu'il ait passé de longues périodes à Paris et à Los Angeles.

### Avec Fontaines D.C.
- 2019 : Dogrel
- 2020 : A Hero's Death
- 2022 : Skinty Fia
- 2024 : Romance

### En solo[14]
- 2023 : Chaos for the Fly